# 채소

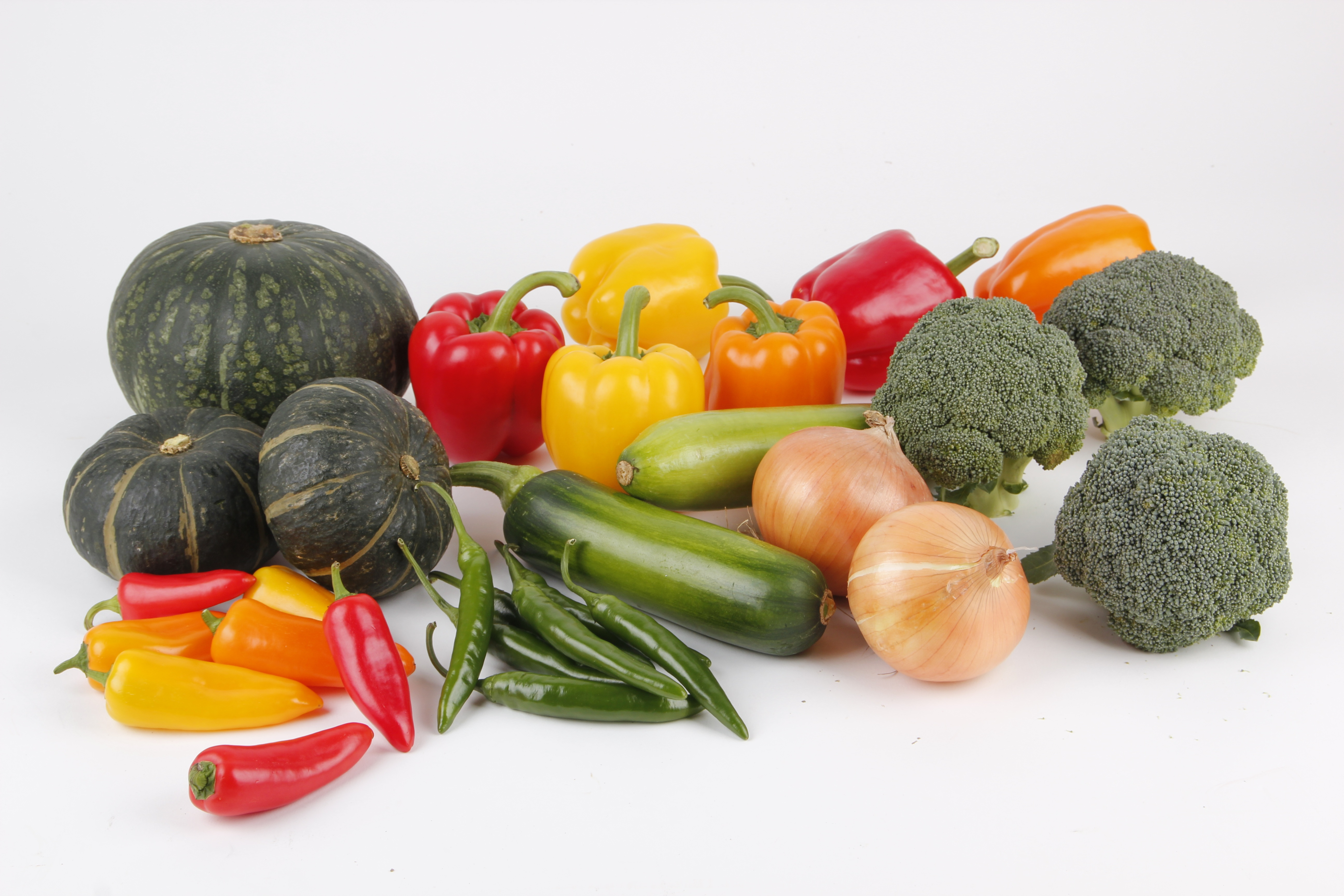
채소의 예

채소(菜蔬) 또는 푸성귀는 식용이 가능한 초본성 재배 식물의 총칭이다. 잎채소, 뿌리채소, 열매채소, 꽃채소로 구분한다. 야채(野菜)는 사람이 재배하지 않고 들에서 자연적으로 자란 것을 말한다.
‘채소’와 ‘야채’는 모두 현대 한국어에서 표준어로 인정되나, '야채'가 일본식 표기라고 주장하는 사람이 있다. 하지만 《태평광기》, 《요사》, 《조선왕조실록》에 이미 '야채'라는 표현이 등장한다. 일본에서도 사람이 인위적으로 기른 식물은 ‘소사이’(일본어: 蔬菜, そさい, 소채)라고 불렀고, ‘야사이’(일본어: 野菜, やさい, 야채)는 본디 야생의 나물을 일컫는 말이었으나, 점차 일본 내에서의 재배 기술이 발달하여 야생에서 먹거리를 직접 채취할 필요성이 줄어들었고, 그에 따라서 단어 ‘야채’와 ‘소채’를 혼용해서 사용하게 되었다. 그러다가 1946년(쇼와 21년)에 일본 내각에서는 획수가 많고, 쓰기가 힘들다는 이유로 동든 ‘소’(蔬)를 상용한자를 지정할 때에 제외하면서, 문서에 ‘소사이’를 ‘야사이’로 대체하여 표기하는 행정조치를 취하였다.
녹색 채소는 미국 공익 과학 센터 (CSPI)가 질병 통제 예방 센터 (CDC)의 자료를 토대로 열거한 〈가장 위험한 음식〉에서 1위를 차지하기도 하였다. 이는 농장에서 재배할 때 야생 동물이나 퇴비, 오염된 물을 통해 바이러스에게 쉽게 노출되기 때문이다. 녹색 채소로 인한 발병의 원인으로는 노로바이러스가 64%로 가장 높다. 하지만, 이것은 녹색 채소를 먹지 말라는 것을 의미하지는 않는다.

## 역사
농업이 시작되기 전에 인간은 수렵채집인이었다. 그들은 식용 과일, 견과류, 줄기, 잎, 알줄기, 덩이줄기를 채집하고 음식으로 동물을 사냥했다. 열대 정글 개간지의 산림 정원 가꾸기는 농업의 첫 번째 사례로 생각된다. 유용한 식물 종을 식별하고 성장을 장려하는 반면 바람직하지 않은 종은 제거했다. 곧이어 큰 열매와 왕성한 성장 등 바람직한 특성을 지닌 품종의 선별을 통한 식물육종이 이어졌다. 밀이나 보리와 같은 풀을 재배한 최초의 증거는 중동의 비옥한 초승달 지대에서 발견되었지만, 전 세계의 다양한 민족이 기원전 10,000년에서 기원전 7,000년 사이에 작물을 재배하기 시작했을 가능성이 높다. 자급 농업은 오늘날까지 계속되고 있으며, 아프리카, 아시아, 남아메리카 및 기타 지역의 많은 농촌 농부들은 자신의 토지를 사용하여 가족을 위한 충분한 식량을 생산하고 잉여 농산물은 다른 상품과 교환하는 데 사용된다.
기록된 역사를 통틀어 부자들은 고기, 야채, 과일을 포함한 다양한 식단을 먹을 수 있었지만, 가난한 사람들에게 고기는 사치였고 그들이 먹는 음식은 주로 쌀, 호밀, 보리, 밀, 기장 또는 옥수수로 만든 일부 주요 제품으로 구성되어 매우 따분했다. 식물성 물질을 첨가하면 식단에 다양성이 제공되었다. 중앙아메리카 아즈텍인의 주식은 옥수수였으며 토르티야와 죽을 보충하기 위해 토마토, 아보카도, 콩, 고추, 호박, 호박, 땅콩, 아마란스 씨앗을 재배했다. 페루의 잉카인들은 저지대에서는 옥수수를, 고지대에서는 감자를 먹고 살았다. 그들은 또한 퀴노아 씨앗을 사용하여 고추, 토마토, 아보카도로 식단을 보충했다.
고대 중국에서는 남쪽에서는 쌀이 주식이었고, 북쪽에서는 밀이 주요 작물이었으며 밀은 만두, 국수, 부침개를 만들었다. 함께 사용되는 야채에는 참마, 콩, 누에콩, 순무, 파, 마늘이 포함된다. 고대 이집트인의 식단은 빵을 기반으로 했으며, 종종 치아가 마모되는 모래로 오염되었다. 고기는 사치였지만 생선은 더 풍부했다. 여기에는 골수, 누에콩, 렌즈콩, 양파, 리크, 마늘, 무, 양상추를 포함한 다양한 야채가 함께 제공되었다.
고대 그리스 식단의 주류는 빵이었고, 여기에는 염소 치즈, 올리브, 무화과, 생선, 때로는 고기가 곁들여졌다. 재배된 야채에는 양파, 마늘, 양배추, 멜론, 렌즈콩이 포함되었다. 고대 로마에서는 에머밀이나 콩으로 두꺼운 죽을 만들고 녹색 채소를 곁들였으나 고기는 거의 없었으며 생선은 귀하게 여기지 않았다. 로마인들은 누에콩, 완두콩, 양파, 순무를 재배했으며 뿌리보다는 비트 잎을 먹었다.

## 같이 보기
- 녹황색 채소
- 채식주의
- 과일